# سفارة شمال مقدونيا في بولندا
سفارة شمال مقدونيا في بولندا هي أرفع تمثيل دبلوماسي لدولة شمال مقدونيا لدى بولندا. تقع السفارة في وارسو وهي تهدف لتعزيز المصالح الشمال مقدونية في بولندا.

## وصلات خارجية
- الموقع الرسمي
- قائمة سفارات شمال مقدونيا
- قائمة السفارات في بولندا